# Marathon van Houston 1981
De marathon van Houston 1981 vond plaats op zondag 10 januari 1981. Het was de negende editie van deze marathon.
De zege op de marathon bij de mannen ging naar de Amerikaan Bill Rodgers in 2:12.19,6. Bij de vrouwen zegevierde de Amerikaanse Patti Catalano in 2:35.27,1. Beide winnaars verbeterden het parcoursrecord.
In totaal finishten er 2408 marathonlopers, waarvan 2137 mannen en 271 vrouwen.

## Uitslagen

### Mannen
| rang   | naam               | land | tijd      |
| ------ | ------------------ | ---- | --------- |
| Goud   | Bill Rodgers       | USA  | 2:12.19,6 |
| Zilver | Dick Beardsley     | USA  | 2:12.50   |
| Brons  | John Lodwick       | USA  | 2:13.39   |
| 4      | Charles Hattersley | USA  | 2:15.52   |
| 5      | Mike Clark         | USA  | 2:16.13   |
| 6      | Herm Atkins        | USA  | 2:17.22   |
| 7      | Michael Dunlap     | USA  | 2:19.59   |
| 8      | Lionel Ortega      | USA  | 2:20.00   |
| 9      | Allen Zetterlund   | USA  | 2:20.11   |
| 10     | Michael Hairston   | USA  | 2:20.35   |

### Vrouwen
| rang   | naam                | land | tijd      |
| ------ | ------------------- | ---- | --------- |
| Goud   | Patti Catalano      | USA  | 2:35.27,1 |
| Zilver | Laurie Binder       | USA  | 2:35.30,9 |
| Brons  | Sissel Grottenberg  | NOR  | 2:39.38   |
| 4      | Antoinette Bernhard | USA  | 2:42.58,9 |
| 5      | Donna Burge         | USA  | 2:46.01   |
| 6      | Kathy Molitor       | USA  | 2:47.07   |
| 7      | Sue Petersen        | USA  | 2:52.58   |

1972 ·
1973 ·
1974  ·
1975 ·
1976 ·
1977 ·
1978 ·
1979 ·
1980 ·
1981 ·
1982 ·
1983 ·
1984 ·
1985 ·
1986 ·
1987 ·
1988 ·
1989 ·
1990 ·
1991 ·
1992 ·
1993 ·
1994 ·
1995 ·
1996 ·
1997 ·
1998 ·
1999 ·
2000 ·
2001 ·
2002 ·
2003 ·
2004 ·
2005 ·
2006 ·
2007 ·
2008 ·
2009 ·
2010 ·
2011 ·
2012 ·
2013 ·
2014 ·
2015 ·
2016 ·
2017